# The Engineer's Sweetheart
The Engineer's Sweetheart è un cortometraggio muto del 1910 diretto da Sidney Olcott che lo interpreta accanto a Alice Joyce. Prodotto dalla Kalem Company, il film è stato distribuito nelle sale il 5 ottobre 1910.

## Trama
La rapina a un treno viene sventata dalla fidanzata di un ingegnere  che deve trasportare del denaro da una banca a un'altra

## Produzione
Il cortometraggio fu prodotto dalla Kalem Company nel 1910.

## Distribuzione
Distribuito dalla General Film Company, il film - un cortometraggio in una bobina - uscì nelle sale USA il 5 ottobre 1910.